# Euproctis sulphurescens
Euproctis sulphurescens är en fjärilsart som beskrevs av Moore 1888. Euproctis sulphurescens ingår i släktet Euproctis och familjen tofsspinnare. Inga underarter finns listade i Catalogue of Life.